# Guillaume Le Gangneur
Guillaume Le Gangneur (Le Gagneur, Le Gaigneur ou Legangneur) est un maître écrivain français, né à Angers en 1553 et mort en 1624.

## Biographie
Pourvu de la charge de secrétaire-écrivain de la Chambre du Roi probablement sous Charles IX et sûrement sous Henri III, il fut confirmé dans cette place par Henri IV. Il a aussi travaillé pour l'Ordre du Saint-Esprit (voir le document ci-dessous) quoique non cité par Mazerolle.
Le 17 novembre 1581, il reçoit de Henri III une récompense de 1000 écus pour les services qu'il lui avoit ci devant faitz, et au feu roy dernier décédé, tant en plusieurs beaux livres, nommément en ceulx de la Chasse du cerf, et du Blason de ses armes, ensemble des cardinaulx, prelatz, commandeurs et officiers de son ordre et milice du Saint-Esprit, qu'autrement. (Recueil des lettres patentes de Henri III, cité par Delisle p. 192-193).
Il ne fut reçu maître qu'en 1596 et fut syndic de sa Communauté depuis 1599 au plus tard. On a de lui deux portraits, l'un gravé par Léonard Gaultier en 1581 lorsqu'il a 29 ans (voir ici), l'autre en 1594 par Thomas de Leu (il a 41 ans) d'après un dessin de Daniel Dumonstier, et qui figure dans ses traités.
Le Gangneur reçoit le 1er octobre 1599 un privilège pour l'impression de trois traictez de l'art d'escriture dont il est l'auteur, qui seront publiés en 1599 et 1600. Les trois recueils d'exemples de Le Gangneur ont été gravés par Simon Frisius, graveur très habile. Le privilège de 1599 est cité dans un extrait des registres du Parlement qui figure dans les exemplaires de la Technographie, et qui contient aussi les conclusions d'un procès intervenu entre Le Gangneur et Frisius à propos de la qualité du travail et de la propriété des planches. Le 7 octobre 1600, après un appel interjeté par les deux parties, le Parlement décida que les planches appartiendraient à Le Gangneur et que celui-ci pourrait exclusivement les faire imprimer le temps de son privilège. Elles reviendraient ensuite à Frisius. C'est à l'occasion de ce procès que Le Gangneur rédigea vers mai 1599 un factum pour faire valoir sa cause devant la cour de Parlement, pièce récemment retrouvée par Véronique Meyer et qui donne des informations très intéressantes sur ce procès, sur la vie de Frisius et la condition des graveurs à la charnière des deux siècles. Les planches revinrent effectivement à Frisius, qui les vendit vers 1615 à l'éditeur d'estampes parisien Jean IV Leclerc.
Un des meilleurs calligraphes de son temps avec les Beaugrand, le Gangneur vit ses talents célébrés par les poètes de la Cour, et écrivit les œuvres des plus célèbres d'entre eux (Desportes, Ronsard, Pybrac...). Le tracé de ses caractères grecs comme de ses caractères hébreux a aussi été renommé.

## Copies d'œuvres littéraires ou historiques
La plupart sont citées par Avril p. 70-72 et Meyer p. 250-251.
- Jean Vatel, Panégyrique sur la vertu du Roy [Charles IX]. Manuscrit, 1571. Paris BNF (Mss.) : Ms. Mélanges Colbert 68.
- Mathurin des Marays, Votum ad D. Catharinam Mediceam (Catherine de Médicis). Manuscrit bilingue latin-français, à l'encre et à l'or, relié en vélin, 1569. Paris BNF (Mss.) : Ms. Nouv. Acq. Lat. 3193. Numérisé sur Gallica.
- Pierre de Ronsard, La Franciade. Manuscrit, 1570, écrit en lettres d'argent. Berlin SB : Ms. Hamilton 580.
- Philippe Desportes, Œuvres poétiques. Manuscrit, 1571. Paris BNF (Mss.) : Ms. fr. 868. Prov. Claude de Laubespine. Titre et une page reproduits dans Conihout 2004 p. 66 et 69.
- Jean Vatel, La Suite des Euvres poétiques de Vatel. Manuscrit calligraphié et orné, offert pour les étrennes de l'année 1574 Vatel à son protecteur Nicolas de Villeroy, secrétaire d'État. 4°, 87 f. sur papier, avec dessins. Chantilly, Musée Condé, prov. collection Cigongne. Le f. 26 est reproduit dans Conihout 2004 p. 76. Manuscrit reproduit en fac-similé à l'initiative du duc d'Aumale (Paris : Société des Bibliophiles françois, 1881), et de là en 1971 (Genève : Slatkine).
- Jean de Gourdon. Anagrammes des noms du Roy et de la Royne en hebrieu, grec et latin, faicts par Jean de Gourdon, sieur de Longormes en Beausse.. escrits de la main de Guillaume Le Gangneux, secrétaire de la chambre de Sa Majesté. Manuscrit 8° de 21 f., relié en maroquin rouge aux armes de Henri IV. Paris BNF (Mss.) : Ms. fr. 14850.
- Guy Du Faur de Pibrac. Ex vidi Fabri Pibracii gallicis, latina et gaeca tetrasticha, authore Florente Christiano, a Guillelmo Le Gangneur Andegavensi descripta ordinario camerae Regis secretario. Manuscrit 4° obl. calligraphié en azur, en or et autres couleurs, avec son portrait probablement par Thomas de Leu. Ecrit pour Guy Lasnier, seigneur de Leffretière, Conseiller du Roi. New York PML : MA 3108.
- Autre copie de la même œuvre, pour Gobelin, conseiller de Henri IV et trésorier de son Épargne. Paris Bibl. Maz. : Ms. 3901.
- Epigrammes anciens sur plusieurs beaux subjects ; Extraicts de l’anthologie des epigrames grecs par Henry Estiene. Manuscrit 8° sur vélin, calligraphié à l'encre et à l'or, fin du XVIe siècle, reliure en vélin doré à chaud par Clovis Eve. Boston, Museum of Fine Arts (inv. 25.700).
- Armorial à l'usage de l'Ordre du Saint-Esprit. Trois copies connues : Paris, coll. part., New York PML, Paris Bibl. Maz : Ms. 3094.
- Quatre pièces copiées pour Nicolas Houël, fondateur de l'Hôpital de la Charité (voir Avril p. 72).

## Recueils d'exemples gravés

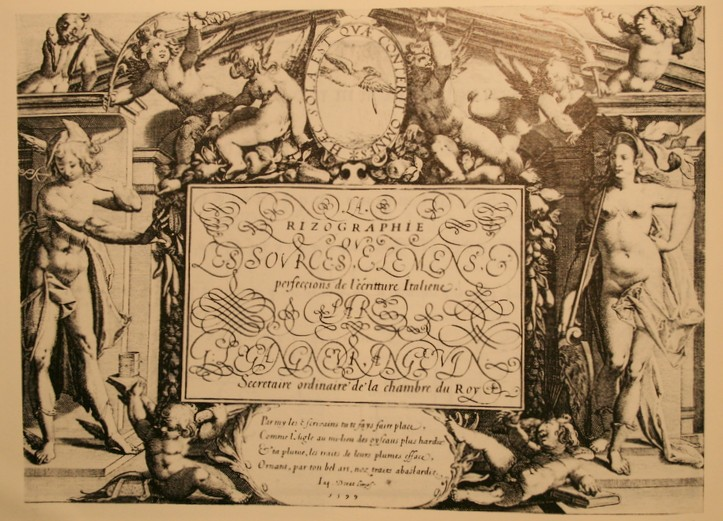
Titre de la Rizographie de 1599.

- La Technographie ou brieve methode pour parvenir à la parfaite connoissance de l'ecriture françoyse.... Paris : 1599. 46 pl. gravées par Simon Frisius, dédicace au chancelier Pomponne de Bellièvre. Paris BNF, Bruxelles KBR (Estampes) : S.II 93452 (le titre manque). Cat. Destailleur n° 842, Cat. Jammes n° 8, Becker 1997 n° 44, Cat. Warmelink n° 404 (ces références incluent les deux autres parties), Meyer 2006 n° 1. Quatre planches repr. dans Jessen 1936 pl. 148-149.
- La Rizographie ou les sources, elémens et perfecçions de l'ecriture italienne... Paris : 1599. 32 pl. gravées par Simon Frisius. Dédicace à M. de La Guesle, conseiller d'État et procureur général au Parlement de Paris. Paris BNF. Cat. Destailleur n° 842, Meyer 2006 n° 2.
- La Caligraphie ou belle écriture de la lettre grecque. Paris : 1599 (privilège daté 1600). 4°, 12 pl. gravées par Simon Frisius. Dédicace à M. Galand, principal du Collège de Boncourt. Paris BNF. Cat. Destailleur n° 842, Meyer 2006 n° 3.

Ces trois recueils sont souvent reliés ensemble et décrits très précisément dans Meyer 2006 p. 289-294 (n° 1-3). Ils sont numérisés ensemble sur Gallica. Les exemplaires connus de l'ensemble sont : Aix-en-Provence BM, Angers BM, Avignon BM, Berlin KB, Berlin KGM, Cambridge (MA) Harvard UL Houghton Libr., Chicago NL (2 ex.), London Nat. Art. Libr., Paris, Bibl Inst. Néerl., Paris BNF (Impr., 4 ex.), Paris BHVP, Paris BIU Sorbonne. Pour les exemplaires des éditions séparées, voir Meyer.
En 1624 sa fille Jeanne Le Gangneur fait reparaître les trois traités ensemble avec une dédicace à Nicolas Le Jay, premier Président du Parlement de Paris. Paris BNF (Impr.). En 1637 encore, Jeanne et son mari François Mestreil rachètent au graveur Michel van Lochom pour 395 lt les planches de Le Gangneur (cf. Fleury p. 450) et les trois recueils sont réémis ensemble sous un titre unique : Le Trésor en l'art de l'escriture (Paris : Michel van Lochom, 1637). Exemplaire à Amiens BM : M 2704 (inc.).

## Recueils d'exemples manuscrits
- Exemple d'écriture isolé. Paris BNF (Mss.) : Ms. N.A.F. 1456 f. 3, attribué à Le Gangneur par Taupier.
- Alphabet de plusieurs sortes de Lettres, par Legangneur, Angevin. 1575 . Le premier spécimen est dédié au duc d'Anjou. Manuscrit sur vélin, 94 x 110 mm, 51 f. Rouen BM : Ms. 3062 (collection Leber).
- Dans les errata du Livre sixiesme de l'art de bien chanter de son Harmonie universelle (1636), Marin Mersenne précise :

...Il faut remarquer que les caracteres des lettres dont j'use pour escrire les vers mesurez de la 419. page du 5. livre precedent, ont esté inventez par Antoine Baïf, et depuis Jaques Mauduit en a fait tailler les poinçons sur l'escriture de Guillaume le Gaigneur Angevin, lequel a emporté le prix entre tous les Escrivains, suivant l'Anagramme de son nom, Un Ange venu luy regle la main...

## Documents
Guillaume Le Gangneur. Instruction et mémoire pour déduire le fait du Gaigneur pardevant Messieurs de la cour. [Factum, Paris, ca. 1600]. 4°, 16 p. Paris BNF : Z Thoisy-369 (140).